# Suhl
Suhl (pronunciat: /z u ː l /) és una ciutat situada a la República Federal d'Alemanya al sud de l'estat de Turíngia al sud del bosc de Turíngia. La ciutat té una llarga tradició minera perquè els jaciments de mineral de ferro que s'hi troben, així com la fabricació d'armes de foc. L'any 1952, es convé en la capital del districte de Suhl, la qual cosa va provocar una reurbanització de l'espai públic d'una banda i una gran afluència de residents de l'altra. Així, passa dels 25.000 habitants a més de 55.000 habitants. Des de la caiguda del mur i la reunificació d'Alemanya, ha sofert un important despoblament com la majoria de les ciutats de l'antiga RDA. Amb els anys, la població ha baixat fins al nivell actual de menys de 40.000 habitants, plantejant un nou repte de reestructuració de la ciutat davant l'atur, la migració juvenil i la major edat de la majoria de la seva població.

## Història
Els descobriments arqueològics donen testimoni dels primers habitants del territori de Suhl cap a l'any 2000 aC. Cap al 500 aC. AD s'hi va establir una tribu de celtes, probablement a causa dels jaciments de mineral de ferro que s'hi troben. Suhl va ser esmentat per primera vegada el 1318. Durant la Guerra dels Trenta Anys, va ser saquejada i destruïda repetidament. El 1815, arran del Congrés de Viena, va caure, com tot el comtat d'Henneberg al qual pertanyia, sota la dominació de Prússia, al districte de Schleusingen, al districte d'Erfurt.
Durant el Tercer Reich, aprofitant la tradició de fabricació d'armes de foc, es va convertir en un lloc important per a la producció d'armes de guerra. Va arribar al seu punt àlgid quan uns 10.000 presoners hi treballaven per fabricar subfusells en gran nombre, mentre que la població era només de 20.000 persones. Les tropes americanes es van apoderar de Suhl al començament d'abril de 1945, però a partir de juny, les tropes soviètiques van assumir l'ocupació de la ciutat. Va esdevenir la capital del nou districte de Suhl, que va romandre fins a la reunificació d'Alemanya el 1990. Durant aquests anys, la ciutat va canviar fonamentalment el seu aspecte. El nucli antic de la ciutat va ser en gran part enderrocat i nous edificis, dissenyats a l'estil socialista, substituir les cases antigues. Així, Suhl es va convertir en un centre administratiu i comercial, sobretot amb l'establiment d'un nou hospital, així com l'establiment d'una important secció del Ministeri de Seguretat de l'Estat.
Després de 1990, la ciutat es va trobar davant d'una nova situació, va ser colpejada com el conjunt de l'antiga RDA per una fallida parcial de la seva indústria que va provocar una gran desocupació i després una important pèrdua de població, efectes que es perpetuen fins als nostres dies. La seva condició de ciutat ampliada artificialment també ha contribuït a la difícil situació en què es troba avui. A més, als anys 90 es van prendre decisions que van resultar fatals, tant que l'any 2007 l'actual alcalde, Jens Triebel, va haver de declarar la ciutat en fallida. Les pròximes decisions importants a prendre seran el desenvolupament del sòl urbà, que necessàriament s'ha d'adaptar al descens de població, així com la consideració de grans enderrocs.
| Cronologia - Comtat de Henneberg 1037–1262 - Comtat de Henneberg-Schleusingen 1262–1583 - Electorat de Saxònia 1583-1656 - Ducat de Saxe-Zeitz 1656–1718 - Electorat de Saxònia 1718-1806 - Regne de Saxònia 1806–1815 - Regne de Prússia (província de Saxònia) 1815–1918 - República de Weimar 1918–1933* 1933–1945 - Alemanya ocupada 1945–1949 - República Democràtica Alemanya 1949–1990 - Alemanya 1990-present |

## Demografia
| Data                   | Residents |
| ---------------------- | --------- |
| 1525                   | 1.255     |
| 1806                   | 6.060     |
| 1 de desembre de 1900  | 11.533    |
| 1933                   | 15.477    |
| 1 de desembre de 1945  | 25.084    |
| 31 de desembre de 1988 | 56.345    |
| 31 de desembre de 2000 | 48.025    |
| 31 de desembre de 2006 | 40.954    |

## Llocs d'interès

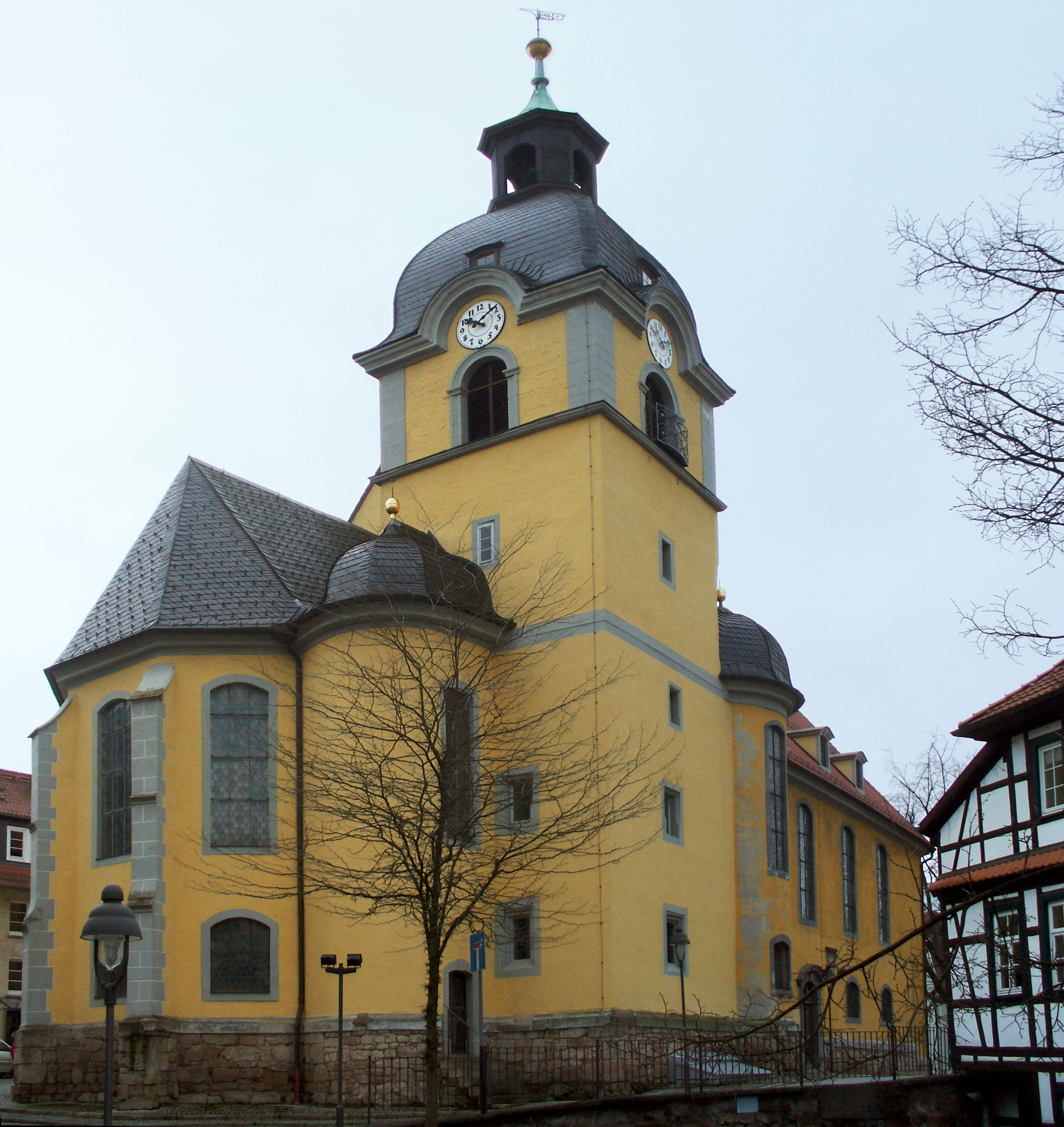
L'església St-Marien
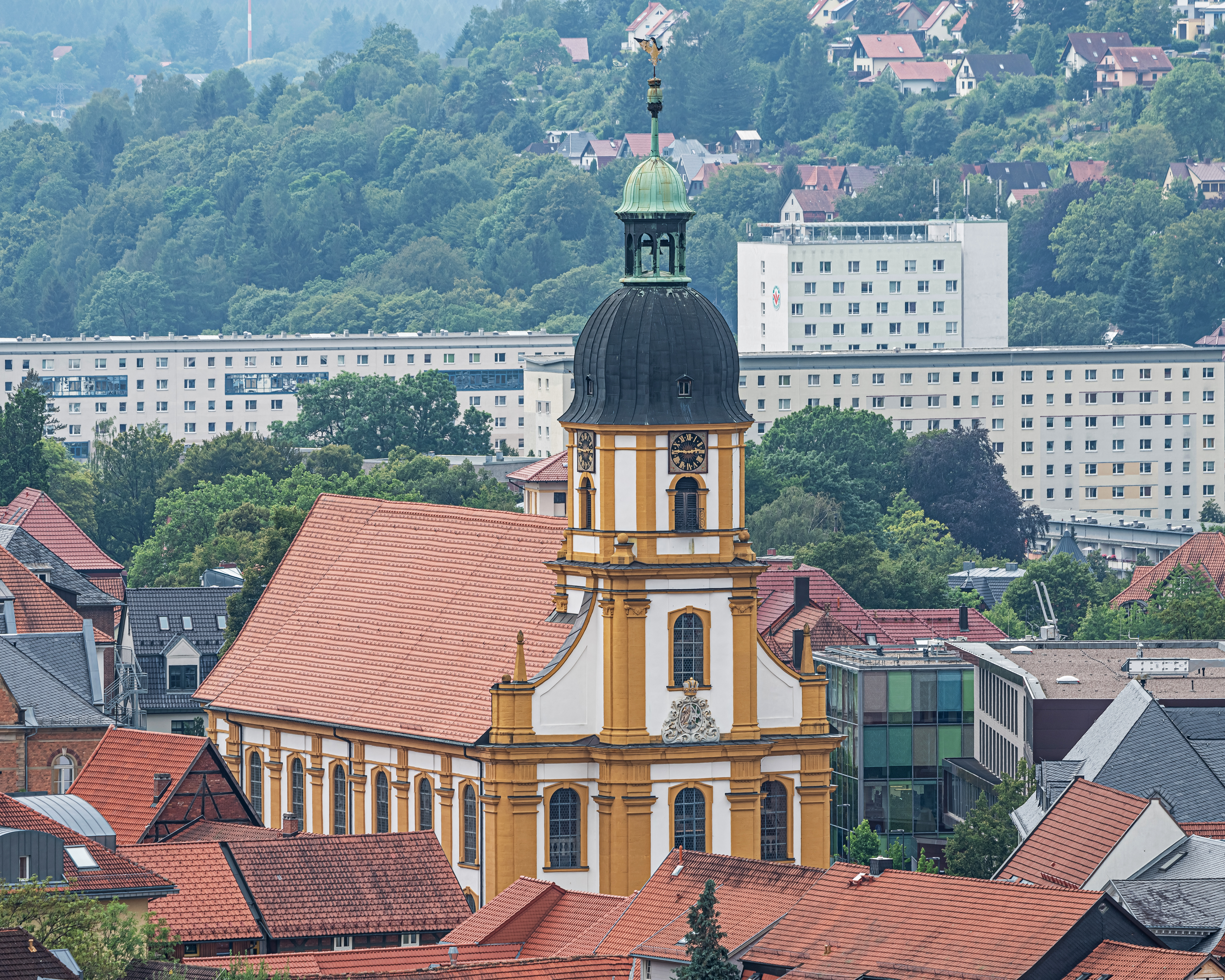
Kreuzkirche
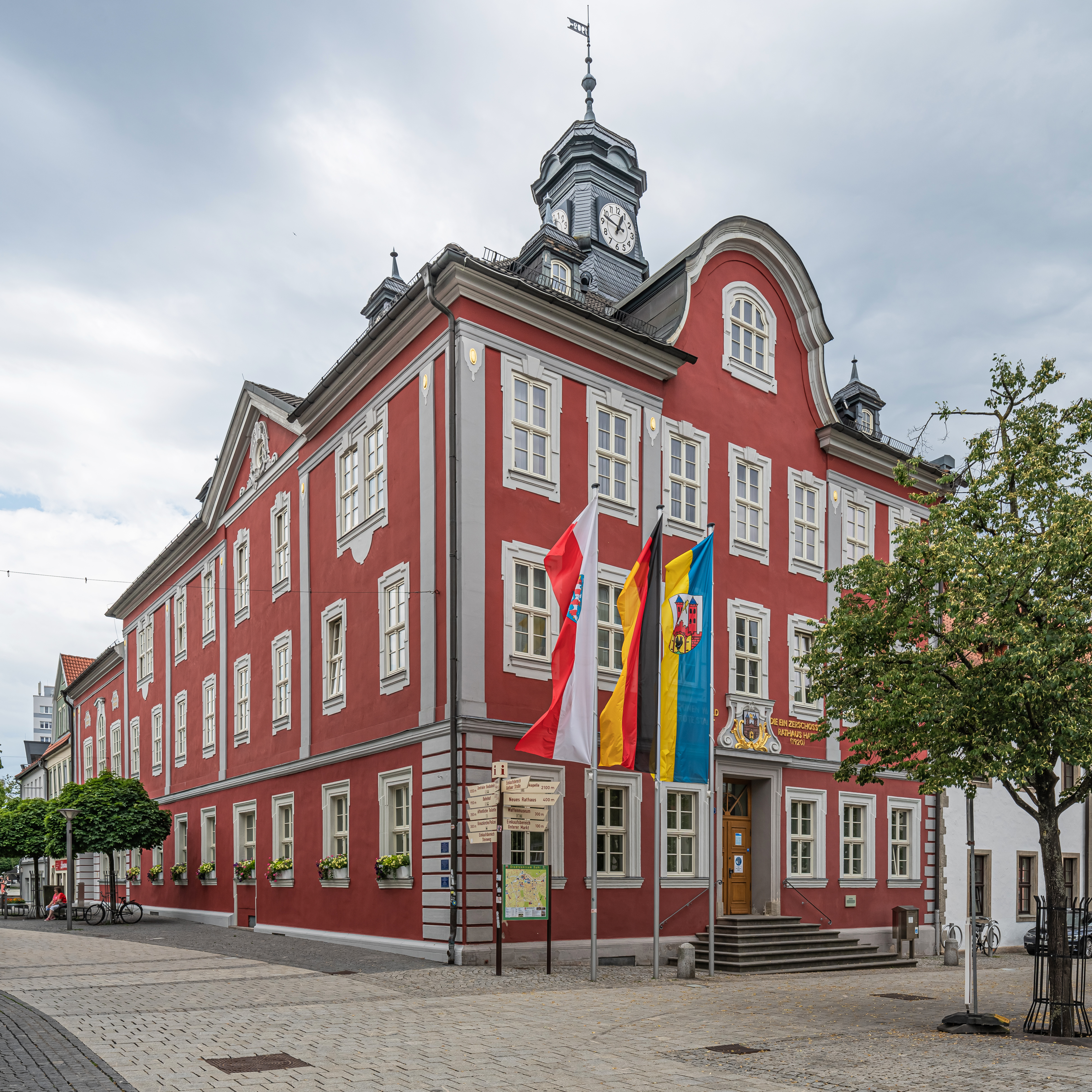
L'ajuntament
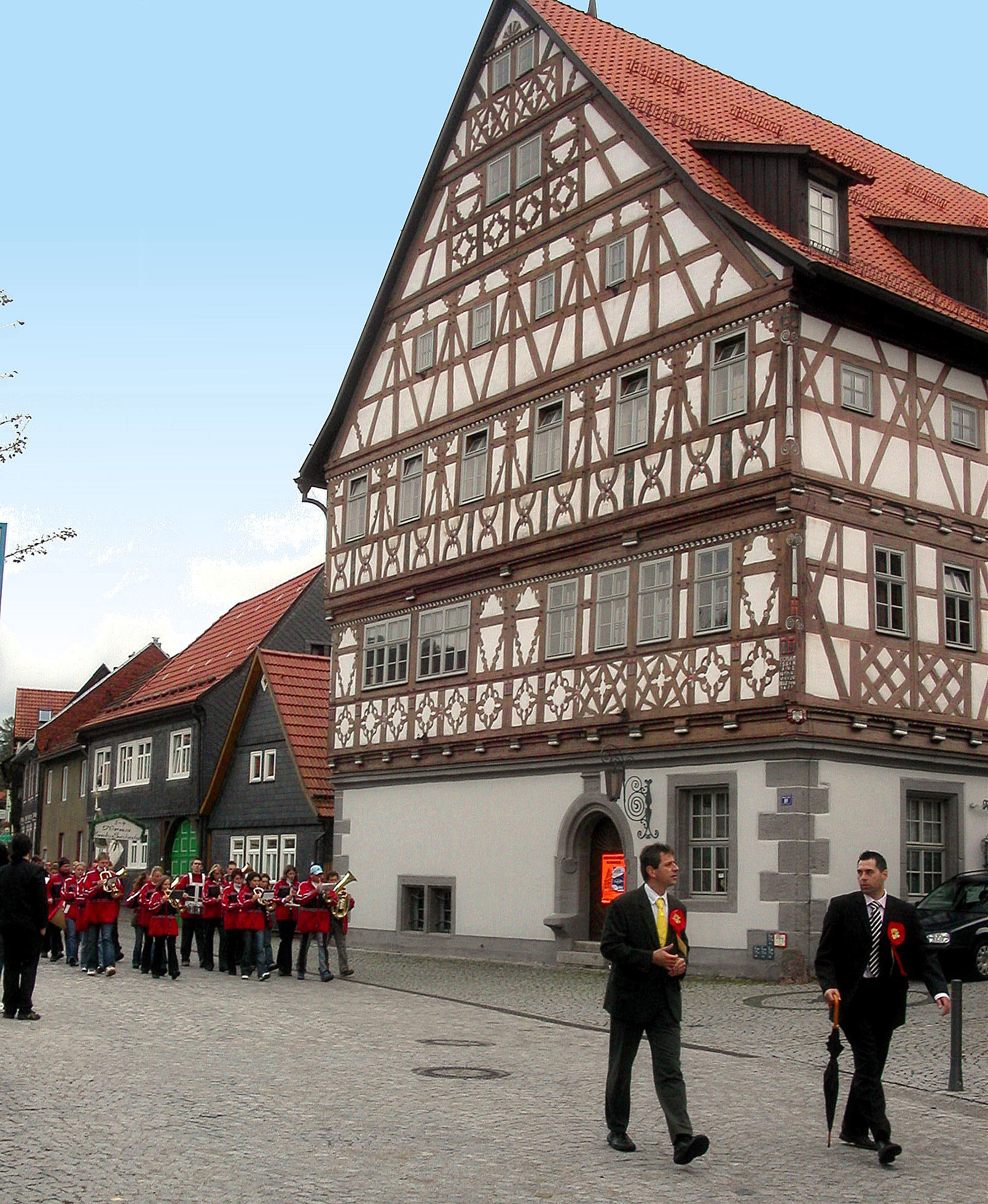
L'ajuntament de Heinrichs
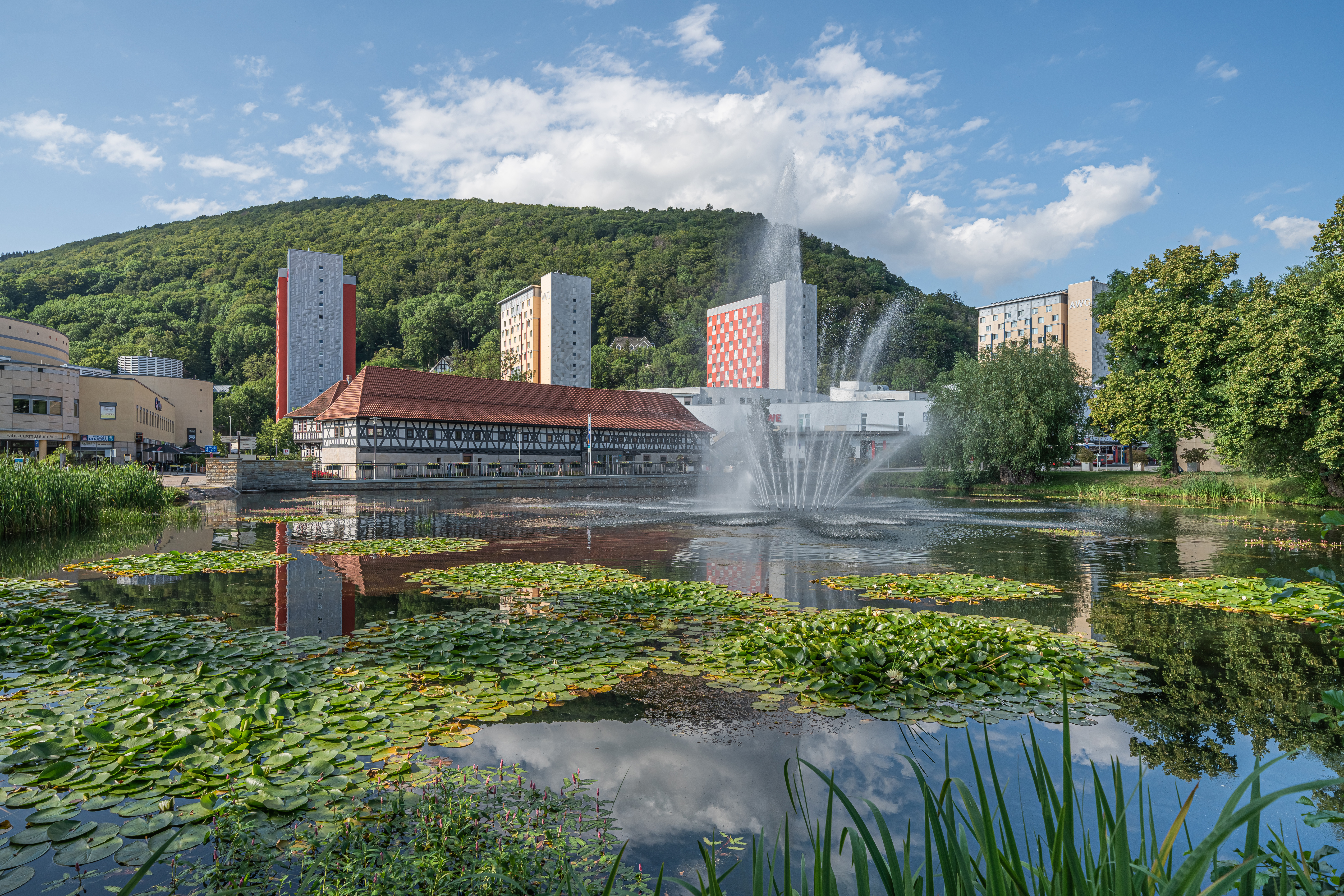
El museu d'armes (Waffenmuseum), al fons el turó de Domberg. Juliol 2020.
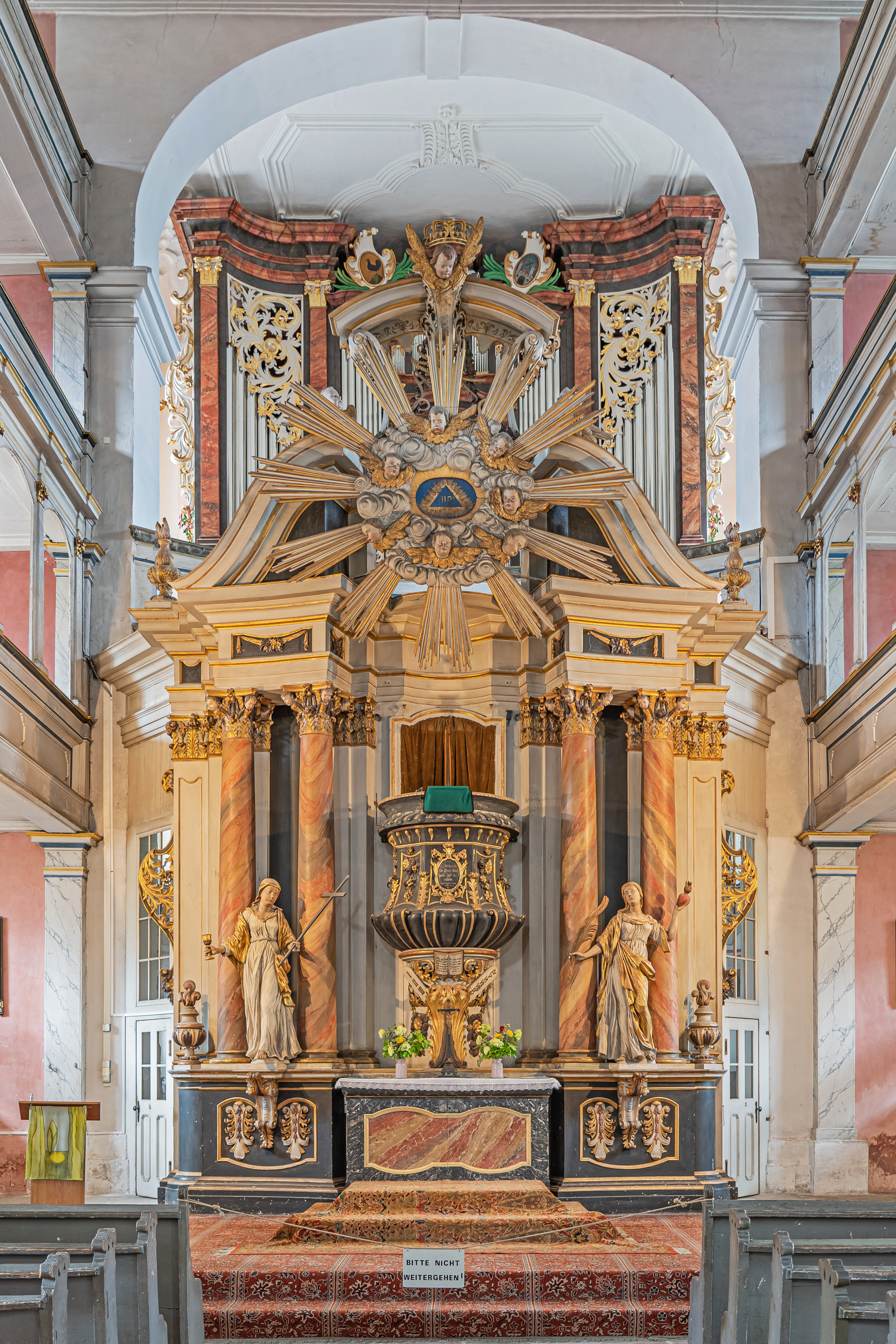
A la Kreuzkirche (Suhl)}}. Juliol 2020.

- Església de Santa Maria (construïda entre 1487 i 1491, després dels incendis de 1590, 1634 i 1753 reconstruïda), es creu que és l'església rococó més gran d'Alemanya Oriental
- Kreuzkirche (construïda entre 1731 i 1737)
- L'ajuntament (construït el 1590, reurbanitzat el 1910 en estil barroc)
- L'edifici d'entramat Malzhaus, que també acull el museu d'armes (Waffenmuseum)
- Un grup de cases amb entramat de fusta al barri de Heinrichs

## Personalitats vinculades a la ciutat

### Nascuts a Suhl
- Wilhelm Cuno (1876–1933), canceller del Reich
- Corinna Harfouch (1954-), actriu
- Sandra Hüller (1978-), actriu
- Mario Kummer (1962-), ciclista, campió olímpic el 1988.
- Christiane Huth (1980-), remadora medallista als Jocs Olímpics de 2008.

### Relacionats
- Johann Sebastian Bach (1685–1750), va inaugurar el nou orgue de l'església de St-Marien el 1713
- Johann Wolfgang von Goethe (1749–1832), va inspeccionar les mines prop de Suhl el 1780
- Napoleó I (1769–1821), es creu que es va allotjar a Suhl després de la seva derrota a la batalla de Leipzig

## Curiositats
- L'any 2001 l'administració de Suhl es va oblidar de pagar les taxes per la seva adreça web, així que Norbert Suhl va aprofitar per comprar-la per al seu propi lloc web. Tot i una denúncia que l'Ajuntament va presentar contra ell, va poder mantenir-la. És per això que trobareu el lloc web oficial de Suhl a l'enllaç www.suhltrifft.de.
- Segons una broma regional, Suhl es troba tan a prop de la vora del món que es pot veure Zella-Mehlis.
- Des del 2007, Suhl és la ciutat on té lloc la convenció anual d'Eurofurence.

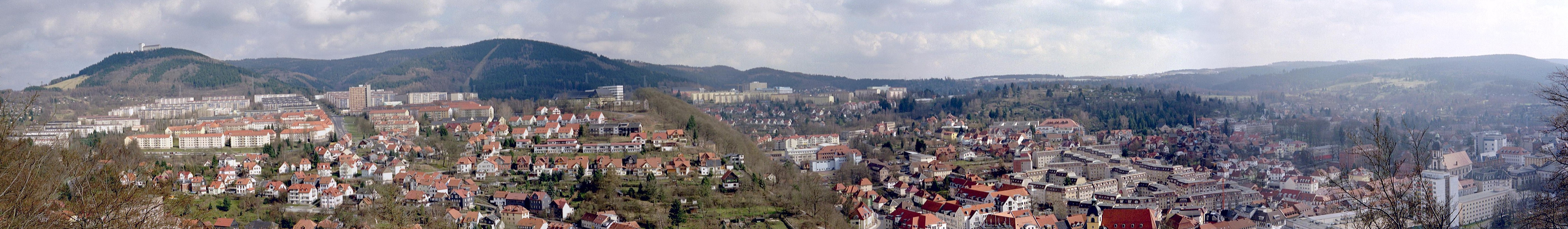
Suhl vist des de l’Ottillienkapelle

## Agermanaments
La ciutat de Suhl està agermanada amb:
- Bègles (França) des de 1962
- Kalouga (Rússia) des de 1969
- České Budějovice (Txèquia) des de 1979
- Leszno (Polònia) des de 1984
- Lahti (Finlàndia) des de 1988
- Wurtzburg (Alemanya) des de 1988
- Smolyan (Bulgària) des de 1998